# Војводска палата у Мантови
Војводска палата у Мантови (итал. Il Palazzo Ducale di Mantova) је група зграда у Мантови која је изграђена у периоду од 14. до 17. века. Припадала је владарској породици Гонзага. У њој им је била резиденција одакле су управљали војводством. Зграде палате су повезане су ходницима и галеријама и имају преко 500 соба укупне површине 34.000 квадратних метара. По томе ово је шеста највећа палата Европе. Уз њих, палати припадају још 8 дворишта и 7 башти.
Најпознатије уметничко дело у палати су фреске Андрее Мантење у Камера дељи спози (итал. Camera degli Sposi, „Соба супружника”). У палати има и других изузетних примера архитектуре и сликарства. 
Породица Гонзага је живела у палати од 1328. до 1707, када је династија изумрла. Палата је тада занемарена и почела је да пропада. Овај процес је заустављен у 20. веку од када се палата рестаурира и адаптира као музеј. 

### Галерија
- Андреа Мантења: Двор Лудовика III Гонзаге (фреска у Камери дељи спози)
- Андреа Мантења:Фреска на плафону Камере дељи спози
- „Сала рекӑ”
- „Сала зодијака”